# Mercaticeratinae
Mercaticeratinae è una sottofamiglia di Hildoceratidae (Hyatt, 1867).
Si tratta di un raggruppamento di ammoniti del Toarciano, basato sul genere Mercaticeras (Buckman, 1913). Questa sottofamiglia è distinta dagli Hildoceratinae sia per motivi morfologici, sia per la sua storia evolutiva (Gabilly 1976), chiaramente documentata nel "Rosso Ammonitico" umbro-marchigiano..
La diagnosi della sottofamiglia è tratta da Venturi e al. (2010): conchiglie da evolute a mediamente involute, con carena piena (carattere anche degli Hildoceratinae); sezione della spira da subquadratica a ogivale. I solchi sifonali sono presenti e molto incisi in Mercaticeras, presenti e poco incisi in Pseudomercaticeras e assenti nei Merlaites. Le coste sono clavate, flessuose e generalmente proiettate, robuste o no; talora partono da nodi costiformi ombelicali (v. Merlaites). Le suture settali sono generalmente poco frastagliate e i lobi ben distinti e spaziati; la loro formula lobale è quella data per gli Ammonitina primitivi (E L U2 U3 /U1 I). Talora (v. Mercaticeras) manca il lobo U3.
Gli 11 generi nel raggruppamento Hildoceratinae-Mercaticeratinae, sono in ordine di tempo (e tassonomico): Hildaites, Orthildaites, Cingolites, Urkutites, Hildoceras, Mercaticeras, Crassiceras, Brodieia, Praemercaticeras, Pseudomercaticeras e Merlaites. I primi cinque generi costituiscono la sottofamiglia Hildoceratinae, mentre gli altri appartengono ai Mercaticeratinae. La filogenesi dei due raggruppamenti e la loro posizione cronologica sono figurate nella voce Wikipedia, Hildoceratidae; file, Evoluzione delle Mercaticeratinae nell'Appennino umbro-marchigiano. Qui, nella figura a sinistra dell'immagine, Hildoceratinae e Mercaticeratinae sono separati con colore differente: rosso Hildoceratinae e verde Mercaticeratinae.
Cronologicamente, il passaggio macroevolutivo Hildoceratinae – Mercaticeratinae è rimarcato dal genere transizionale Praemercaticeras. La morfologia conchigliare dei singoli generi di Mercaticeratinae tipici (Praemercaticeras, Mercaticeras, Crassiceras e Brodieia) mostra una tendenza evolutiva verso forme sempre meno idrodinamiche, sferoconiche o subferoconiche; l'evoluzione verso forme sempre più idrodinamiche avviene, invece, nei Mercaticeratinae non tipici, Pseudomercaticeras e Merlaites.
La sottofamiglia Mercaticeratinae, non è stata riconosciuta da Howarth, 2013, che non riconosce la validità dei generi Praemercaticeras, Cingolites, Urkutites e Merlaites; per altro l'Autore considera Pseudomercaticeras, Crassiceras e Brodieia appartenenti ai Phymatoceratidae (Hyatt, 1867).